# Polymorphisme de longueur des fragments de restriction terminaux
Le polymorphisme de longueur des fragments de restriction terminaux (TRFLP, tRFLP ou parfois T-RFLP, pour l'anglais terminal restriction fragment length polymorphism) est une technique de biologie moléculaire permettant de dresser le profil des communautés microbiennes dans un échantillon ou un milieu en se basant sur la position d'un site de restriction la plus proche d'une extrémité marquée d'un gène amplifié. Le procédé est basé sur la digestion d'un mélange de variants d'un gène unique amplifiés par PCR en utilisant une ou plusieurs enzymes de restriction suivie de la détection de la taille de chacun des fragments terminaux individuels résultants en utilisant un séquenceur d'ADN. Le résultat apparaît sous forme de graphique où l'axe des abscisses représente les tailles du fragment et l'axe des ordonnées représente leur intensité de fluorescence.

## Contexte
La TRFLP est l'une des nombreuses méthodes moléculaires visant à obtenir l'empreinte moléculaire d'une communauté microbienne inconnue. Il existe d'autres méthodes similaires comme la DGGE, la TGGE, l'ARISA, l'ARDRA, la PLFA, etc.  
Ces méthodes à débit relativement élevé ont été développées afin de réduire les coûts et les efforts liés à l'analyse de communautés microbiennes à l'aide d'une bibliothèque de clones. La méthode a été décrite pour la première fois par Liu et ses collaborateurs en 1997 qui utilisaient l'amplification du gène cible de l'ADNr 16S à partir de l'ADN de plusieurs bactéries isolées ainsi que d'échantillons environnementaux. Depuis lors, la méthode a été appliquée à l’utilisation d’autres gènes marqueurs, tels que le gène marqueur fonctionnel pmoA, pour analyser les communautés méthanotrophes. 

## Procédé
Comme la plupart des autres méthodes d'analyse communautaire, la TRFLP est également basée sur l'amplification par PCR d'un gène cible. Dans le cas de la TRFLP, l'amplification est réalisée avec une ou les deux amorces dont l'extrémité 5' est marquée avec une molécule fluorescente. Si les deux amorces sont taggées, différents fluorochromes sont nécessaires. Plusieurs fluorochromes courants peuvent être utilisés pour le marquage, tels que la 6-carboxyfluorescéine (6-FAM), le ROX, la carboxytétraméthylrhodamine (TAMRA, à base de rhodamine) et l'hexachlorofluoréscéine (HEX); le fluorochrome le plus largement utilisé est la 6-FAM. Le mélange d'amplicons est ensuite soumis à une réaction de restriction, en utilisant habituellement une enzyme de restriction à quatre coupes. Après la réaction de restriction, le mélange de fragments est séparé par électrophorèse capillaire ou en gel de polyacrylamide dans un séquenceur d’ADN et la taille des différents fragments terminaux est déterminée par le détecteur de fluorescence. Étant donné que le mélange d’amplicons excisé est analysé dans un séquenceur, seuls les fragments terminaux (c’est-à-dire les extrémités marquées de l’amplicon) sont lus tandis que tous les autres fragments sont ignorés. Ainsi, la TRFLP est différente de l'ARDRA et de la RFLP dans lesquelles tous les fragments de restriction sont visualisés. En plus de ces étapes, le protocole de la TRFLP inclut souvent un nettoyage des produits de PCR avant la restriction et dans le cas où une électrophorèse capillaire est utilisée, une étape de dessalage est également effectuée avant l'analyse de l'échantillon. 

## Format des données et artefacts
Le résultat d'un profilage TRFLP est un graphique appelé électrophorégramme, qui est une représentation graphique d'intensité d'une expérience d'électrophorèse (en gel ou capillaire). Dans un électrophorégramme, l'axe des abscisses marque la taille des fragments, tandis que l'axe des ordonnées indique l'intensité de la fluorescence de chaque fragment. Ainsi, ce qui apparaît sur un gel d'électrophorèse sous forme de bande apparaît sur l'électrophorégramme sous forme de pic dont l'intégrale donne la fluorescence totale. Dans un profil TRFLP, chaque pic correspond généralement à un variant de l'échantillon initial, tandis que sa hauteur ou sa surface correspond à son abondance relative dans la communauté spécifique. Les deux hypothèses énumérées ci-dessus ne sont toutefois pas toujours vérifiées. Souvent, plusieurs bactéries différentes dans une population peuvent donner un seul pic sur l'électrophorégramme en raison de la présence d'un site de restriction pour l'enzyme de restriction particulière utilisée dans l'expérience à la même position. Pour résoudre ce problème et augmenter la résolution de cette technique, un seul échantillon peut être digéré en parallèle par plusieurs enzymes (souvent trois), ce qui donne trois profils TRFLP par échantillon, chacun déterminant certains variants et pas d'autres. Une autre modification parfois utilisée consiste à marquer de manière fluorescente l’amorce inverse en utilisant également un fluorochrome différent, ce qui aboutit à nouveau à deux profils parallèles par échantillon, chacun déterminant un nombre différent de variants. 
En plus de la convergence de deux variants génétiques distincts en un seul pic, des artefacts peuvent également apparaître, principalement sous la forme de faux pics. Les faux pics sont généralement de deux types : les pics « bruit de fond » et les « pseudo-TRF ». Les pics de bruit de fond résultent de la sensibilité du détecteur utilisé. Ces pics ont souvent une intensité faible et posent généralement problème si l'intensité totale du profil est trop faible (c'est-à-dire une faible concentration d'ADN). Étant donné que ces pics correspondent à du bruit de fond, ils ne sont généralement pas reproductibles dans les profils de réplication. Le problème peut donc être résolu en créant un profil de consensus à partir de plusieurs réplicats ou en éliminant les pics inférieurs à un certain seuil. Plusieurs autres techniques de calcul ont également été introduites afin de traiter ce problème. Les pseudo-TRF, en revanche, sont des pics reproductibles et sont proportionnels à la quantité d’ADN chargée. On pense que ces pics sont le résultat d’un annelage de l’ADNsb (simple brin) sur lui-même et de la création de sites de restriction aléatoires à double brin qui sont ensuite reconnus par l’enzyme de restriction, ce qui donne un fragment terminal qui ne représente aucun variant génétique véritable. Il a été suggéré que l'application d'une activité ADN exonucléase telle que l'exonucléase du haricot mungo avant l'étape de digestion pourrait éliminer un tel artefact.

## Interprétation des données
Les données résultant de l'électrophorégramme sont généralement interprétées de l'une des manières suivantes. 

### Comparaison des motifs
Lors de la comparaison des motifs, les formes générales des électrophorégrammes de différents échantillons sont comparées aux modifications telles que la présence ou l'absence de pics entre les traitements, leur taille relative, etc. 

### Complémentation avec une bibliothèque de clones
Si une bibliothèque de clones est construite parallèlement à l'analyse TRFLP, les clones peuvent être utilisés pour évaluer et interpréter le profil TRFLP. Dans cette méthode, la TRF de chaque clone est déterminée soit directement (c'est-à-dire en effectuant une analyse TRFLP sur chaque clone), soit par analyse in silico de la séquence de ce clone. En comparant le profil TRFLP à une bibliothèque de clones, il est possible de valider l'authenticité de chacun des pics et d'évaluer l'abondance relative de chaque variant de la bibliothèque. 

### Détermination des pics avec une base de données
Plusieurs applications informatiques tentent de relier les pics d'un électrophorégramme à des bactéries spécifiques dans une base de données. Généralement, ce type d'analyse est effectué en déterminant simultanément plusieurs profils d'un même échantillon obtenu avec différentes enzymes de restriction. Le logiciel détermine ensuite le profil en essayant de maximiser les correspondances entre les pics dans les profils et les entrées dans la base de données, de sorte que le nombre de pics restant sans séquence correspondante soit minimal. Le logiciel ne retire de la base de données que les séquences dont les TRF sont présents dans tous les profils analysés. 

### Analyse multivariée
Une méthode récemment développée pour analyser les profils TRFLP consiste à utiliser des méthodes statistiques multivariées pour interpréter les données TRFLP. Habituellement, les méthodes appliquées sont celles couramment utilisées en écologie et en particulier dans l’étude de la biodiversité. Parmi elles, les ordinations et les partitionnements de données sont les plus largement utilisés. Afin de réaliser une analyse statistique multivariée sur les données TRFLP, celles-ci doivent d’abord être converties en « tableau d'échantillon par espèce », qui présente les différents échantillons (profils TRFLP) par rapport aux espèces (TRFS) avec la hauteur ou la surface des pics en tant que valeurs. 

## Avantages et inconvénients
Comme la TRFLP est une technique d’empreinte génétique, ses avantages et inconvénients sont souvent débattus par rapport à d’autres techniques similaires, principalement la DGGE. 

### Avantages
Le principal avantage de la TRFLP réside dans l'utilisation d'un séquenceur automatisé qui donne des résultats hautement reproductibles pour des échantillons répétés. Bien que les profils génétiques ne soient pas complètement reproductibles et que plusieurs pics mineurs apparaissent et ne soient pas reproductibles, la forme générale de l'électrophorégramme et les rapports des principaux pics sont considérés comme reproductibles. L'utilisation d'un séquenceur automatisé qui produit les résultats dans un format numérique permet également de stocker facilement les données et de comparer différents échantillons et expériences. Le format numérique des données peut et a été utilisé pour la quantification relative (mais non absolue) et l'analyse statistique. Bien que les données de séquence ne puissent pas être déduites directement du profil TRFLP, l’affectation in silico des pics aux séquences existantes est possible dans une certaine mesure. 

### Désavantages
Étant donné que la TRFLP repose sur des méthodes d'extraction de l'ADN et la PCR, les biais inhérents à ces deux méthodes affecteront les résultats de l'analyse,. De plus, le fait que seuls les fragments terminaux soient lus signifie que deux séquences distinctes partageant un site de restriction terminal ne donneront qu'un pic sur l’électrophorégramme et seront indiscernables. En effet, lorsque la TRFLP est appliquée à une communauté microbienne complexe, il en résulte souvent une compression de la diversité totale en 20 à 50 pics distincts représentant chacun seulement un nombre inconnu de séquences distinctes. Bien que ce phénomène facilite la gestion des résultats TRFLP, il introduit naturellement des biais et une simplification excessive de la diversité réelle. Des tentatives visant à minimiser (mais pas à surmonter) ce problème sont souvent effectuées en appliquant plusieurs enzymes de restriction et/ou en marquant les deux amorces avec un colorant fluorescent différent. L'impossibilité d'extraire des séquences en TRFLP conduit souvent à la nécessité de construire et d'analyser une ou plusieurs bibliothèques de clones parallèlement à l'analyse TRFLP, ce qui ajoute à l'effort et complique l'analyse. L'apparition possible de faux (pseudo) TRF, comme évoquée plus haut, constitue un autre inconvénient. Pour remédier à cela, les chercheurs ne considèrent souvent que les pics qui peuvent être associés à des séquences dans une bibliothèque de clones.